# Hilara philpotti
Hilara philpotti är en tvåvingeart som beskrevs av Miller 1913. Hilara philpotti ingår i släktet Hilara och familjen dansflugor. Inga underarter finns listade i Catalogue of Life.